# Zbiornik Kowieński
Zbiornik Kowieński (lit. Kauno marios) – zbiornik retencyjny na Litwie, na Niemnie, położony na wschód od Kowna.
Zaporę wzniesiono w latach 1955–1959 na 223,4 km Niemna; na zaporze znajduje się elektrownia wodna uruchomiona w 1960. W 1992 nad brzegami zbiornika utworzono Park Regionalny Zbiornika Kowieńskiego.
Nad zachodnim brzegiem zbiornika leżą dwie dzielnice administracyjne Kowna: Poniemoń i Pietraszuny, zaś na wschodnim brzegu zbiornika leżą Rumszyszki.